# Chitrowo (rejon wołowski)
Chitrowo (ros. Хитрово) – wieś (ros. деревня, trb. dieriewnia) w zachodniej Rosji, w sielsowiecie jurskim rejonu wołowskiego w obwodzie lipieckim.

## Geografia
Miejscowość położona jest nad ruczajem Jurskoj, 2,5 km od centrum administracyjnego sielsowietu jurskiego (Jurskoje), 16,5 km od centrum administracyjnego rejonu (Wołowo), 127 km od stolicy obwodu (Lipieck).
W granicach miejscowości znajduje się ulica Bieriegowaja (48 posesji).

## Demografia
W 2012 r. miejscowość zamieszkiwało 119 osób.